# Milizia volontaria anticomunista
Milizia Volontaria Anti Comunista (slovensko Prostovoljna protikomunistična milica, kratica MVAC), italijansko vodena paravojaška organizacija med drugo svetovno vojno je bila, ki so jo ustanovili iz vrst domačinov za potrebe boja proti partizanom. Ideološko je bila katoliško naravnana.

## MVAC naBalkanu
Prve take enote so ustanovili že jeseni 1941 v Črni gori, Hercegovini in Liki. MVAC je bila prvič ustanovljena (pod tem imenom) junija 1942 v Dalmaciji.

## MVAC v Sloveniji
V Sloveniji so 6. avgusta 1942 uradno ustanovili MVAC na ukaz poveljnika 11. armadnega zbora generala Maria Robottija, tako da so reorganizirali dotlej samostojne vaške straže, ki so bile protikomunistične paravojaške enote. V Sloveniji je bila ta organizacija znana tudi kot Bela garda.